# Rialsesse
La Rialsesse ou "Réalsesse" est une rivière de France située dans l'Aude en région Occitanie et un affluent droite de la Sals, donc un sous-affluent de l'Aude.

## Géographie
La Rialsesse est une rivière du massif des Corbières, elle prend sa source au sud-ouest du massif, sur la commune de Fourtou et s'écoule sur 14,2 km globalement du est vers le ouest. Elle rejoint la Sals en rive droite sur la commune de Rennes-les-Bains.

### Communes traversées
Dans le seul département de l'Aude, la Rialsesse traverse six communes. :
- dans le sens amont vers aval :  Fourtou (source), Albières, Arques, Peyrolles, Serres, Rennes-les-Bains.

## Principaux affluents
La Rialsesse a sept affluents référencés
- le ruisseau de Bézis, 6 km.
- le ruisseau de Laït, 4 km.
- le ruisseau de la Frau, 4 km.
- le ruisseau de Santas, 3 km.
- le ruisseau du Crès, 3 km.
- le ruisseau de Jouncquairolles, 3 km.
- le ruisseau des Eychartous, 3 km.

## Hydrologie
Le bassin versant de la Sals est de 145 km2.
La différence d'altitude entre la source et l'embouchure est faible (362 m).